# Harjo Binangun
Harjo Binangun is een bestuurslaag in het regentschap Sleman van de provincie Jogjakarta, Indonesië. Harjo Binangun telt 5472 inwoners (volkstelling 2010).